# 비시감도

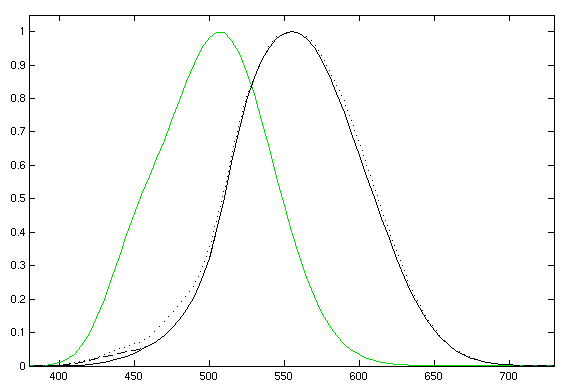
명소시(검은선)와 암소시(녹색선) 비시감도.

비시감도(比視感度, luminous efficiency function)란 인간의 눈이 빛의 각 파장별 밝기를 느끼는 강도를 수치로 나타낸 것이다.
밝은 곳에 순응했을 때 인간의 눈이 최대 감도로 파장에서 느끼는 강도를 "1"로, 다른 파장의 밝기를 느끼는 정도를 그에 대비하여 1 이하의 수로 나타낸다.
밝은 곳에서는 555 나노미터 부근의 빛을 가장 강하게 느끼고, 어두운 곳에서는 507 나노미터 부근의 빛을 가장 강하게 느끼게 된다. 표준 비시감도는 국제조명위원회와 국제도량형총회에서 규정한다. 표준 비시감도에는 "명소시(photopic) 표준 비시감도"와 "암소시(박명시, scotopic) 표준 비시감도"가 있다.

## 같이 보기
- 겉보기등급
- 색채 지각
- 양자효율